# Région autonome du Soudan du Sud (1972-1983)
Pour les articles homonymes, voir Région autonome du Soudan du Sud.
La région autonome du Soudan du Sud est une région autonome qui exista dans le sud du Soudan entre 1972 et 1983. Elle a été créée le 28 février 1972 par l'accord d'Addis-Abeba qui a mis fin la première guerre civile soudanaise. La région a été abolie le 5 juin 1983 par l'administration du président soudanais Gaafar Nimeiry. La révocation de l'autonomie du sud est l'une des causes de la seconde guerre civile soudanaise qui se poursuivra jusqu'en janvier 2005, lorsque l'autonomie du Sud a été restaurée.

## Après l'abolition
La région autonome du Soudan du Sud a été abolie en 1983. Entre 1987 et 1989, un Conseil pour le Sud a existé au Soudan du Sud. À la suite de la signature de l'accord de paix de Khartoum de 1997, un Conseil de coordination du Soudan du Sud a été établi, initialement dirigé par Riek Machar, qui a également été nommé Assistant du Président de la République. Ce corps a été aboli en 2005, lorsque le Gouvernement autonome du Soudan du Sud a été établi.